# 卢卡兹·加尔古拉
卢卡兹·加尔古拉（Łukasz Garguła，ˈwukaʂ garˈguwa，1981年2月25日—），波兰足球运动员，司职中场，现效力于波兰足球甲级联赛球隊维斯瓦克拉科夫足球俱乐部。

## 外部連結
- 90minut.pl 球員資料（页面存档备份，存于） （波兰語）